# Río Tambo (Río Ucayali)
Der Río Tambo ist ein peruanischer Fluss am Osthang der südamerikanischen Anden. 
Er gehört zum Oberlauf des Amazonas, dessen Ursprung in dem Vilcanota-Gebirgsmassiv südlich von Cuzco zu finden ist. Er quillt aus den Hängen des Nevado Mismi und heißt zuerst Río Hornillos, dann Río Apurímac und Río Ene, bevor aus seinen Wassern der Río Tambo wird.

## Flusslauf
Der Río Tambo bildet sich am Zusammenfluss von Río Perené und Río Ene bei der Gemeinde Puerto Prado auf einer Höhe von 400 m über dem Meeresspiegel.
Der Fluss fließt zuerst 70 km in östlicher Richtung, am Südrand des Gran Pajonal, und schwenkt dann für weitere 90 km nach Norden, so dass seine Gesamtlänge 160 km beträgt.
Bei der Stadt Atalaya (⊙) auf 287 m über dem Meeresspiegel vereinigt sich der Río Tambo mit dem Río Urubamba und heißt im weiteren Verlauf dann Río Ucayali.